# Juho Junttila
Juho Junttila (1º aprile 1998) è un tuffatore finlandese, specializzato nel trampolino.

## Biografia
Ha rappresentato la nazionale finlandese a diverse competizioni internazionali. Ai mondiali di Budapest 2017 si è classificato trentaseiesimo nel concorso del|trampolino 1 metro.

## Palmarès
| Anno | Manifestazione   | Sede     | Evento         | Risultato | Prestazione | Note |
| ---- | ---------------- | -------- | -------------- | --------- | ----------- | ---- |
| 2015 | Giochi europei   | Baku     | Trampolino 1 m | 13º Q     | 409,25 p.   |      |
| 2015 | Giochi europei   | Baku     | Trampolino 3 m | 15º Q     | 454,30 p.   |      |
| 2016 | Europei di nuoto | Londra   | Trampolino 1m  | 22º Q     | 284,80 p.   |      |
| 2017 | Europei di tuffi | Kiev     | Trampolino 1m  | 24º Q     | 291,20 p.   |      |
| 2017 | Europei di tuffi | Kiev     | Trampolino 1m  | 22º Q     | 323,75 p.   |      |
| 2017 | Mondiali         | Budapest | Trampolino 1m  | 36º Q     | 296,15 p.   |      |
| 2018 | Europei di nuoto | Glasgow  | Trampolino 1m  | 25º Q     | 249,50 p.   |      |
| 2018 | Europei di nuoto | Glasgow  | Trampolino 3m  | 21º Q     | 298,65 p.   |      |
| 2019 | Universiade      | Napoli   | Trampolino 1m  | 5º SF     | 294,65 p.   |      |
| 2019 | Europei di tuffi | Kiev     | Trampolino 1m  | 28º Q     | 237,85 p.   |      |
| 2019 | Europei di tuffi | Kiev     | Trampolino 3m  | 22º Q     | 302,75 p.   |      |